# Estação Ferroviária de Codeçoso
A Estação Ferroviária de Codeçoso, igualmente conhecida como Codeçôso ou Codessoso, é uma gare encerrada da Linha do Tâmega, que servia a localidade de Codeçoso, no Município de Celorico de Basto, em Portugal. Foi inaugurada em 20 de Março de 1932 e encerrada em 2 de Janeiro de 1990. Foi reabilitada em 11 de Junho 2022 para servir de apoio aos turistas e utilizadores da Ecopista do Tâmega.

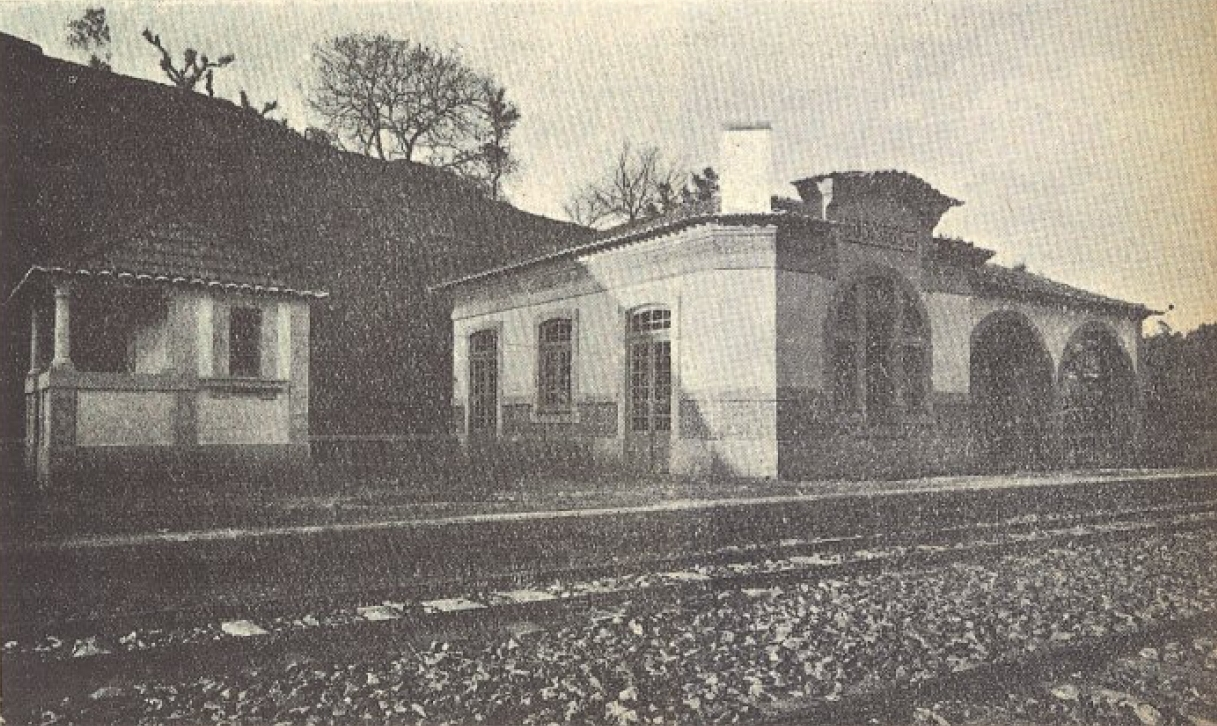
Estação de Codeçoso, nos primeiros anos

## História

### Construção e inauguração
Esta estação situava-se no troço entre Chapa e Celorico de Basto, que começou a ser construído em Outubro de 1929, e foi inaugurado em 20 de Março de 1932, pela Companhia dos Caminhos de Ferro do Norte de Portugal, à qual a Companhia dos Caminhos de Ferro Portugueses tinha alugado a Linha do Vale do Tâmega. Para a cerimónia, foi organizado um comboio especial de Livração a Celorico de Basto, que foi recebido pela multidão quando passou por Codeçoso. Após a sua inauguração, esta interface passou a prestar serviços completos, internos e combinados, nos regimes de pequena e grande velocidades.
Em 1947, a Companhia do Norte foi integrada na Companhia dos Caminhos de Ferro Portugueses, pelo que a Linha do Tâmega voltou a ser gerida directamente pela CP.

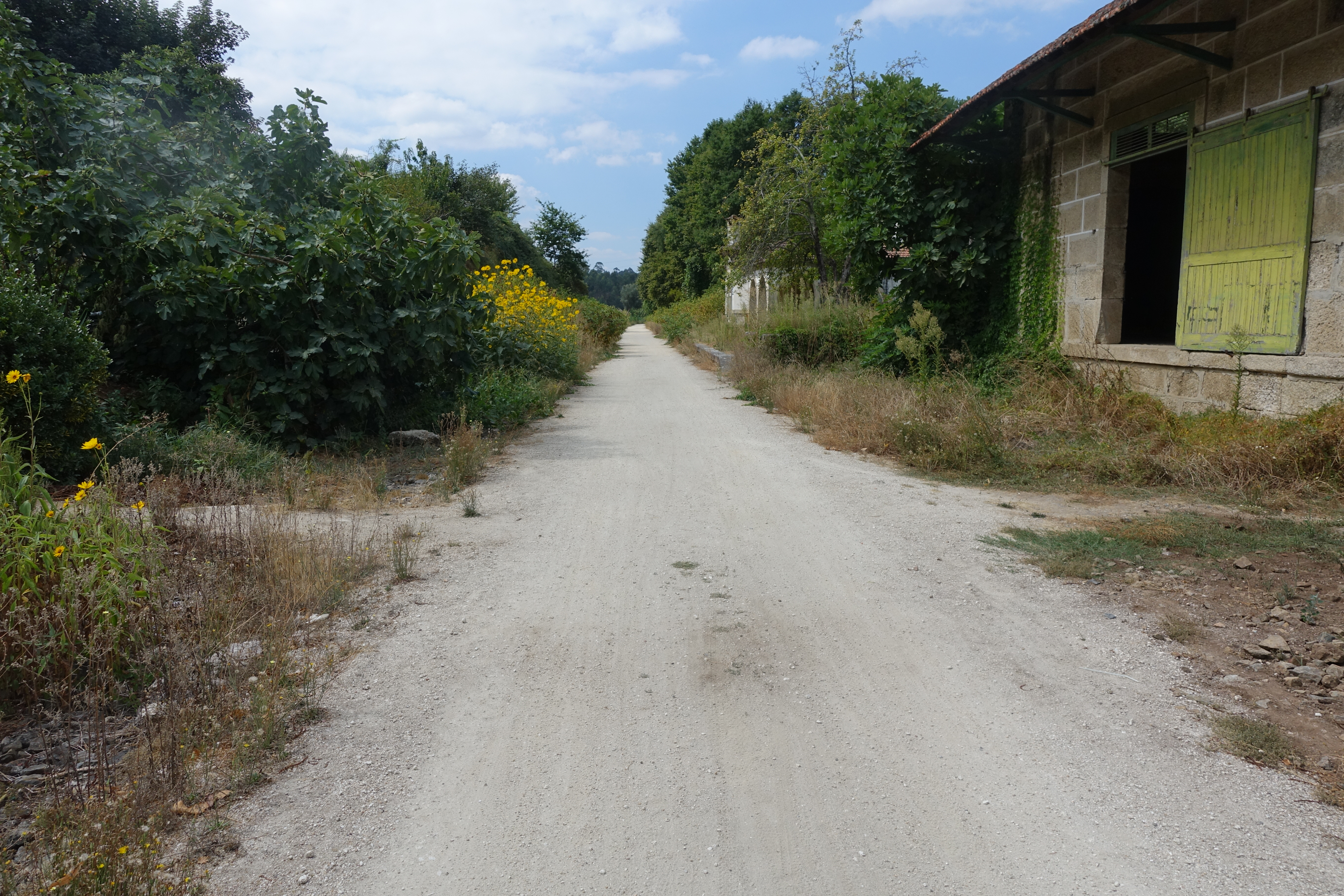
Ecopista do Tâmega, no interior da antiga estação de Codeçoso

### Encerramento
Em 2 de Janeiro de 1990, a empresa Caminhos de Ferro Portugueses encerrou o lanço entre Arco de Baúlhe e Amarante, devido à reduzido procura,
Em 11 de Junho de 2022 foram inauguradas as obras de recuperação da antiga gare de Codeçoso, no âmbito do programa de conversão parcial da Linha do Tâmega numa Ecopista do Tâmega. Segundo a autarquia de Celorico de Basto, esta intervenção teve como finalidade «recuperar a memória pública e manter a imagem tradicional da antiga estação de caminhos de ferro», passando o edifício e o cais a servir de apoio aos turistas e outros utentes da ecopista, além da comunidade local. O presidente da Câmara Municipal, José Peixoto Lima, referiu que «com a reabilitação desta estação, a par da reabilitação da Casa da Taipa em Canedo, da estação de Mondim e da estação de Lourido, estamos a dar passos seguros para transformar esta ecopista numa das melhores ecopistas do país», explicando que a antiga interface passou a ser «um espaço de apoio aos utentes da ecopista, mas também um espaço de serviços para todas as pessoas desta freguesia, bem demonstrativo com esta Festa do Mel», e «um espaço que foi criado para dar resposta aos nossos jovens, às coletividades, aos nossos empresários que aqui queiram realizar iniciativas diversas. Será também um espaço de promoção cultural e de divulgação da nossa história, dos nossos valores, das nossas potencialidades». No seu discurso, evocou a importância da estação durante o seu funcionamento, e recordou as avançadas condições de degradação a que chegou após ter sido encerrada: «O som dos comboios era o relógio deste lugar, e fez parte do meu crescimento. Era um bem muito precioso, era o principal transporte de muitas das pessoas deste lugar com vários horários de passagem. Nos anos 80 a linha encerrou e com o passar dos anos este edifício foi-se deteriorando, causando grande tristeza a quem tão boas recordações tinha. Por isso, hoje, todos nós temos motivos para celebrar com muita alegria. Voltamos a ver o edifício da estação e do cais tal como eram, e acredito que esta estação vai voltar a ser um local de convívio como em tempos passados. Com a linha transformada em ecopista, a estação reabilitada, temos todas as condições para que este espaço volta a ser um cartão de visita quer para codesso [sic] quer para o concelho». Durante a cerimónia foi descerrada uma placa comemorativa das obras de restauro da estação.